# منتصر وايلي
منتصر وايلي ولد في 1958، هو سياسي تونسي.

## السيرة الذاتية

### الدراسات
كان منتصر وايلي باحثا في مدينة أوتاوا الكندية، قبل أن يتحصل على دكتوراه في الاتصالات والهندسة من جامعة كاليفورنيا (لوس أنجلوس)، وعلى دكتوراه في الرياضيات من جامعة تونسية.[ما هي؟]

### المسار المهني والسياسي
تقلد منتصر وايلي عدة مناصب حكومية في حكومة محمد الغنوشي الأولى، حيث عين كاتب دولة لدى الوزير الأول مكلف بالإعلامية بين 17 نوفمبر 1999 و23 يناير 2001. بعد ذلك بمدة قصيرة، عاد في 10 أبريل 2001 ليصبح كاتب دولة لدى وزير التعليم العالي مكلف بالمشاريع الجامعية وذلك حتى 5 سبتمبر 2002، تاريخ تعيينه كاتب دولة لدى وزير تكنولوجيات الاتصال ووزير النقل مكلفا بالإعلامية والأنترنات حتى 10 نوفمبر 2004، أين أصبح وزيرا لتكنولوجيا المعلومات والاتصال، وبقي على رأس الوزارة حتى 3 سبتمبر 2007. 

عين في 24 يونيو 2008 كرئيس مدير عام اتصالات تونس، وقدم استقالته في أواخر يناير 2011، أيام بعد الثورة التونسية وسقوط نظام الرئيس زين العابدين بن علي، وغادر أيضا منتصر وايلي بلاده نحو موريتانيا ولم يرجع.

## التتبعات القضائية
بعد الثورة التونسية، بدأت محاكمة منتصر وايلي في قضية فساد تتعلق ببيع 35% من اتصالات تونس لشركة إماراتية، وصدرت في حقه بطاقة جلب دولية في 30 سبتمبر 2011. حكم عليه في 30 يناير 2012 ب4 سنوات سجن و2 مليون دينار تونسي خطية، إضافة إلى تجميد أملاكه وأمواله وإصدار بطاقة جلب دولية ثانية إثر صدور هذه الأحكام. تم تأييد هذا الحكم في الطور الاستئنافي في أبريل 2014. 

حكم عليه في 27 أبريل 2017 رفقة آخرين في قضية إشهارات مع اتصالات تونس وذلك ب8 سنوات سجن و20 مليون دينار كخطية.

## الحياة الخاصة
منتصر وايلي متزوج وأب لثلاثة أطفال.